# Shannonomyia mesophragma
Shannonomyia mesophragma är en tvåvingeart som beskrevs av Alexander 1928. Shannonomyia mesophragma ingår i släktet Shannonomyia och familjen småharkrankar.
Artens utbredningsområde är Kuba. Inga underarter finns listade i Catalogue of Life.